# مين جين لي
مين جين لي (بالإنجليزية: Min Jin Lee)‏ (1968، سول في كوريا الجنوبية)؛ روائية أمريكية.

## روابط خارجية
- مين جين لي على موقع IMDb (الإنجليزية)
- مين جين لي على موقع قاعدة بيانات الفيلم (الإنجليزية)